# Linfócito NKT
Os linfócito NKT (em inglês: Natural killer T (NKT) cells) são um grupo de células T que partilham as propriedades das células T e das células exterminadoras naturais.
Muitas destas células reconhecem a molécula CD1D não-polimórfica, um molécula apresentadora de antígenos que se liga a lipídeos e glicolipídeos próprios. Possuem receptores de células T o TCR com uma baixa afinidade e variabilidade, além de exibir marcadores típicos de moléculas NK.
Constituem apenas 0,2% de todas as células T do sangue periférico.